# Dialgaye (département)
Pour le village chef-lieu, voir Dialgaye.
Dialgaye est un département et une commune rurale de la province du Kouritenga, situé dans la région du Centre-Est au Burkina Faso.
En 2003, le département comptait 34 331 habitants ; au dernier recensement général consolidé de 2006, il comptait 36 983 habitants.

## Villages
Le département et la commune rurale de Dialgaye comprend vingt-sept villages, dont le village chef-lieu homonyme, dont le village chef-lieu homonyme (données de population du recensement général de 2006 consolidé) :
- Boulga (2 115 habitants)
- Dagamtenga (2 393 habitants)
- Dagamtenga-Peulh (180 habitants)
- Dassoui (4 231 habitants)
- Dialgaye (3 354 habitants), chef-lieu
- Gomtenga (2 617 habitants)
- Kalmodo (529 habitants)
- Kalwenga (609 habitants)
- Kampoayargo (nom officiel) ou
 Kampoa-Yargo (853 habitants)
- Kidibin (678 habitants)
- Kostenga (896 habitants)
- Lioulgou (2 482 habitants)
- Lioulgou-Peulh (838 habitants)
- Loanga (351 habitants)
- Nabdogo (248 habitants)
- Nénéogo (2 194 habitants)
- Ouarghin (1 107 habitants)
- Passem-Noguin (1 653 habitants)
- Songpelcé (500 habitants)
- Tamissi (525 habitants)
- Ténoaghin (1 297 habitants)
- Toessé-Koulba (815 habitants)
- Vongo (388 habitants)
- Yélembassé (669 habitants)
- Yssiri-Yaoguin (nom officiel) ou
 Issiri-Yaoguin) (2 048 habitants)
- Zéguédéga (1 786 habitants)
- Zéguédéga Poessé (1 537 habitants)